# Eduard Burza
Eduard Burza (* 1967 in Homel, Belarus) ist ein deutscher Schauspieler, Synchronsprecher und Kampfchoreograf.

## Leben
Eduard Burza kam in Homel in Belarus zur Welt und wuchs in Leipzig auf. Seine Ausbildung zum Schauspieler absolvierte er von 1988 bis 1992 an der Filmuniversität Babelsberg, seitdem gastierte er an vielen Bühnen, darunter das Potsdamer Hans Otto Theater, das Opernhaus Leipzig, die Komödie Düsseldorf, das Theater der Altmark in Stendal, das Berliner Kriminal Theater, das Theater Koblenz und die Komödie am Kurfürstendamm. Burza spielte unter anderem den Aston im Hausmeister von Harold Pinter, Tybalt in Romeo und Julia von William Shakespeare und die Titelrolle in der Geschichte vom Soldaten von Igor Strawinsky, ferner war er in Stücken wie die Dreigroschenoper (Brecht/Weill), Macbeth (Shakespeare), Leonard Bernsteins West Side Story  oder Die Olsenbande dreht durch von Peter Dehler zu sehen.
1988 debütierte Burza in dem DEFA-Spielfilm Mensch, mein Papa...! vor der Kamera, seither wirkt er immer wieder in Film- und Fernsehproduktionen mit. 1996 spielte er in der Polizeiruf-110-Episode Der Pferdemörder, dem ersten Fall des Kommissar-Duos Schmücke und Schneider. Gelegentlich arbeitet Burza auch als Synchronsprecher. Seine Stimme lieh er unter anderem Jonathan Aris, Kevin Durand in der US-amerikanischen Serie The Strain und Stojan Aleksiew in dem französischen Fernsehfilm Sie wusste zuviel.
Ein weiteres Tätigkeitsgebiet Burzas ist seit 1997 die Kampfchoreographie. Sowohl im Film als auch an diversen Theatern ist und war er als Choreograph verantwortlich für Degen-, Rapier- und Stockkämpfe und vielerlei Arten von Schlägereien. Im Jahr 2000 gründete  Burza das AEK, das Zentrum für philippinischen Stock- und Schwertkampf in Potsdam, das er seitdem leitet. 2008 übernahm er einen Lehrauftrag an der Filmuniversität Babelsberg für das Fach „Kampftechniken-Akrobatik-Stunt“. In den 1990er-Jahren war Burza wiederholt Deutscher und Internationaler Meister im Stockkampf im so genannten „Vollkontakt“. In dieser Disziplin belegte er 2000 den 3. Platz bei den Weltmeisterschaften in Cebu City.

## Filmografie (Auswahl)
- 1988: Mensch, mein Papa...!
- 1991: Polizeiruf 110 – Zerstörte Hoffnung
- 1992: Jana und Jan
- 1992: Miraculi
- 1995: Abgefahren
- 1995: Wolffs Revier – Tabu
- 1996: Polizeiruf 110 – Der Pferdemörder
- 1996: Polizeiruf 110 – Der schlanke Tod
- 1997: Für alle Fälle Stefanie – Pechvögel
- 1997: Tatort – Der Tod spielt mit
- 2001: Wolffs Revier – Eindeutig Notwehr
- 2002: Detective Lovelorn und die Rache des Pharao
- 2002: Liebesau – Die andere Heimat (4 Folgen)
- 2005: Die letzte Schlacht
- 2009: Lasko – Die Faust Gottes – Der Weg nach Rom
- 2011: eMANNzipation
- 2013: Lauf Junge lauf
- 2019: Alarm für Cobra 11 – Die Autobahnpolizei – Vermächtnis
- 2021: Die Heiland – Wir sind Anwalt – Tod im Schilf